# Трасс, Уоррен
Уоррен Эррол Трасс (англ. Warren Errol Truss; род. 8 октября 1948 года, Кингарой, Квинсленд) — австралийский политик, Член Национальной партии Австралии (федеральный уровень) и Либеральной национальной партии Квинсленда (на уровне штата). С 1990 по 2016 гг. — член парламента, с 2007 по 2016 гг. — федеральный лидер НПА, с 2013 по 2016 гг. — заместитель премьер-министра Австралии (министр инфраструктуры и регионального развития).
С 1976 по 1990 гг. он входил в совет графства Кингарой, возглавлял совет с 1983 по 1990 гг. В 1988 г. он был кандидатом в члены парламента.
Он был членом теневого правительства с 1994 по 1996 годы, заместителем председателя парламента с 1997 по 1998 годы., министром таможни и потребления 1997 по 1998 годы. и министром общественных служб с 1998 по 1999 годы. Он также был министром сельского хозяйства, рыболовства и лесного хозяйства с 1999 по 2005 годы.
С 2005 по 2006 гг. — министр транспорта и региональных служб.
С 2006 по 2007 гг. — министр торговли.

## Ранняя жизнь
Трасс родился в районе Кингарой в Квинсленде. Он учился в лютеранском колледже Конкордии  в Тувумбе. До того, как заняться политикой, он выращивал бобы.